# The English Concert
The English Concert is een Londens muziekensemble dat in 1973 door klavecimbelspeler Trevor Pinnock werd opgericht.  Het ensemble specialiseert zich in het uitvoeren van barokmuziek uit de 17e en 18e eeuw op authentieke instrumenten.